# Ђема Донати
Ђема Донати (1265? - 1342/343) била ја супруга Дантеа Алигијерија.
О њој је врло мало познато - не зна се чак ни тачан датум рођења. Зна се да је припадала племићкој породици Донати, била је кћерка гаспар Манета и рођака Пикарде Донати.
Процењује се да је рођена око 1265. и да је брак између ње и Дантеа уговорен када је он имао 12 година.
Брачни уговор између њих двоје је склопљен 9. јануара, или фебруара 1277. године, нешто после смрти Дантеова оца. Удала се за Дантеа после тога, између 1283. и 1285. (када је имала, процењује се, 20 година) коме је пар година после тога родила децу: синове Јакопа, Пјетра, Ђованија, Габријела и кћерку Антонију.
Данте никада није написао ни једну једину риму својој жени, иако им је брак био успешан. Самостално се не зна ништа ни о њеном животу, ни о животу ње и Дантеа као пара. Бокачо пише како она није била добра жена за Дантеа и да им је било проблематично када је Данте прогнан. Но, и поред тога, пратила га је, у изгнанству. Када се 1318. године преселио у Равену, придружила му се тамо, са кћерком, која је постала опатица 1320. под именом Беатриче.
1329. Фирентинске власти су јој вратиле неку конфисковану имовину коју је добила браком, пошто је Данте већ био мртав. Од краја 1342. или 1343. Ђема се више не спомиње, и рачуна се да је те године умрла, када се преселила из Сан Мартина дел Весково у Сан Бенедето.